# Bio’s Bahnhof
Bio’s Bahnhof war eine von 1978 bis 1982 von Alfred Biolek präsentierte Musikshow im deutschen Fernsehen. Ihre Besonderheit lag zum einen darin, dass sie in einem ehemaligen Eisenbahn-Depot stattfand, und zum anderen, dass E- und U-Musik gemeinsam vorkamen.

## Konzept
Alfred Biolek wollte etwas Anderes – nicht etwas Besseres – machen als die bestehenden Musikshows wie beispielsweise die Starparade. Dies betraf sowohl den Veranstaltungsort als auch das Programm.

### Musikauswahl
Zentrale Idee war, ein breites Spektrum an Musik zu präsentieren. Dies reichte von aktueller Popmusik über ein Jagdbläser-Ensemble und klassische Musik bis hin zu zeitgenössischer Musik, beispielsweise von Karlheinz Stockhausen oder Mauricio Kagel. Letztere machte etwa zehn Minuten pro Sendung aus. Alfred Biolek führte dazu Gespräche mit dem Komponisten oder Interpreten, um die Zuschauer für die Aufführung zu interessieren. Es traten im Laufe der Zeit praktisch alle bedeutenden Vertreter der zeitgenössischen Musik in der Show auf.
Die Kombination war nicht unumstritten; die Redakteure des WDR, auch der Leiter des Programmbereichs Fernsehspiel, Unterhaltung und Familie, Günter Rohrbach, ermutigten Biolek aber, den Weg fortzuführen. Zu Protestbriefen von Zuschauern kam es dabei kaum, das bekannteste Lob zu der Auswahl kam von Sammy Davis, Jr.:

“I would like to say something: I have never had the pleasure – I’ve been in show business for, well, 53 years –  […] I must say that this is the most unique and wonderfully mixed television show I’ve ever had the pleasure of being in.”

„Ich möchte etwas sagen: Ich habe noch nie das Vergnügen gehabt – ich bin seit, nun, 53 Jahren im Showgeschäft – […] Ich muss sagen, dass dies die außergewöhnlichste und am wunderbarsten gemischte Fernsehshow ist, in der ich jemals die Ehre hatte, auftreten zu dürfen.“

Neben Musikern waren auch große Tanz-Ensembles in der Show zu sehen, die aber teuer waren. Während beispielsweise der Auftritt von Sammy Davis Jr. nur 5000 DM kostete, da Fritz Rau ihn als Werbung für seine Tournee anbot, stand hinter den Ensembles keine Plattenfirma, sondern stets ein wenig finanzkräftiger Veranstalter, der höhere Vergütungen forderte.

### Humor
In der Show sollte immer auch eine humoristische Nummer vorkommen. Die Gruppe Folies Parisiennes kam dabei derart gut an, dass viele Zuschriften sich eine Wiederholung wünschten und sie mit dem gleichen Titel in der folgenden Sendung noch einmal auftrat, was in Bioleks Sendungen weder zuvor noch danach je passierte. Es handelte sich um sieben als Mireille Mathieu verkleidete Männer, die den Titel Akropolis Adieu sangen. In der Show traten auch regelmäßig Komiker wie Emil Steinberger auf. Alfred Biolek hielt sich mit Pointen zurück und brachte sie nur, wenn sie besonders gut passten.

### Stars
Auch die Stars sollten anders als in den anderen Shows erscheinen. So sangen sie nicht nur zwei aktuelle Titel aus ihrem Repertoire, sondern machten noch etwas Besonderes. Häufig wurden Duette von zwei Künstlern vorgesehen, die sonst nicht miteinander sangen, beispielsweise 1979 Adriano Celentano mit Elke Sommer und Angelo Branduardi mit Esther Ofarim, 1980 Udo Lindenberg mit Nana Mouskouri oder 1982 Mario Adorf mit Milva. Auch kam es vor, dass die Interpreten etwas für sie Ungewöhnliches sangen, beispielsweise Helen Schneider 1978 Heidenröslein. Öfters agierte Alfred Biolek auch als Amateur mit den prominenten Gästen: er tanzte mehrfach, beispielsweise gemeinsam mit Hazy Osterwald – dem er ähnlich sah –, und den Kessler-Zwillingen; er sang mit Caterina Valente und wirkte auch bei einer Clown-Nummer mit. Diese Auftritte sollten im Kontrast zu der Perfektion der professionellen Künstler stehen.

### Live-Gesang und Begleitung
In Bio’s Bahnhof sangen alle Interpreten live, ausgenommen Vicky Leandros in der ersten Sendung aufgrund einer Erkältung, da sie sogar ein ärztliches Attest mitgebracht hatte und mit einer Erklärung Bioleks für die Zuschauer einverstanden war.
Zur Show gehörte stets ein Orchester, beispielsweise das RIAS Tanzorchester oder die WDR Big Band Köln, meistens jedoch die Peter Herbolzheimer Rhythm Combination & Brass.

## Veranstaltungsort

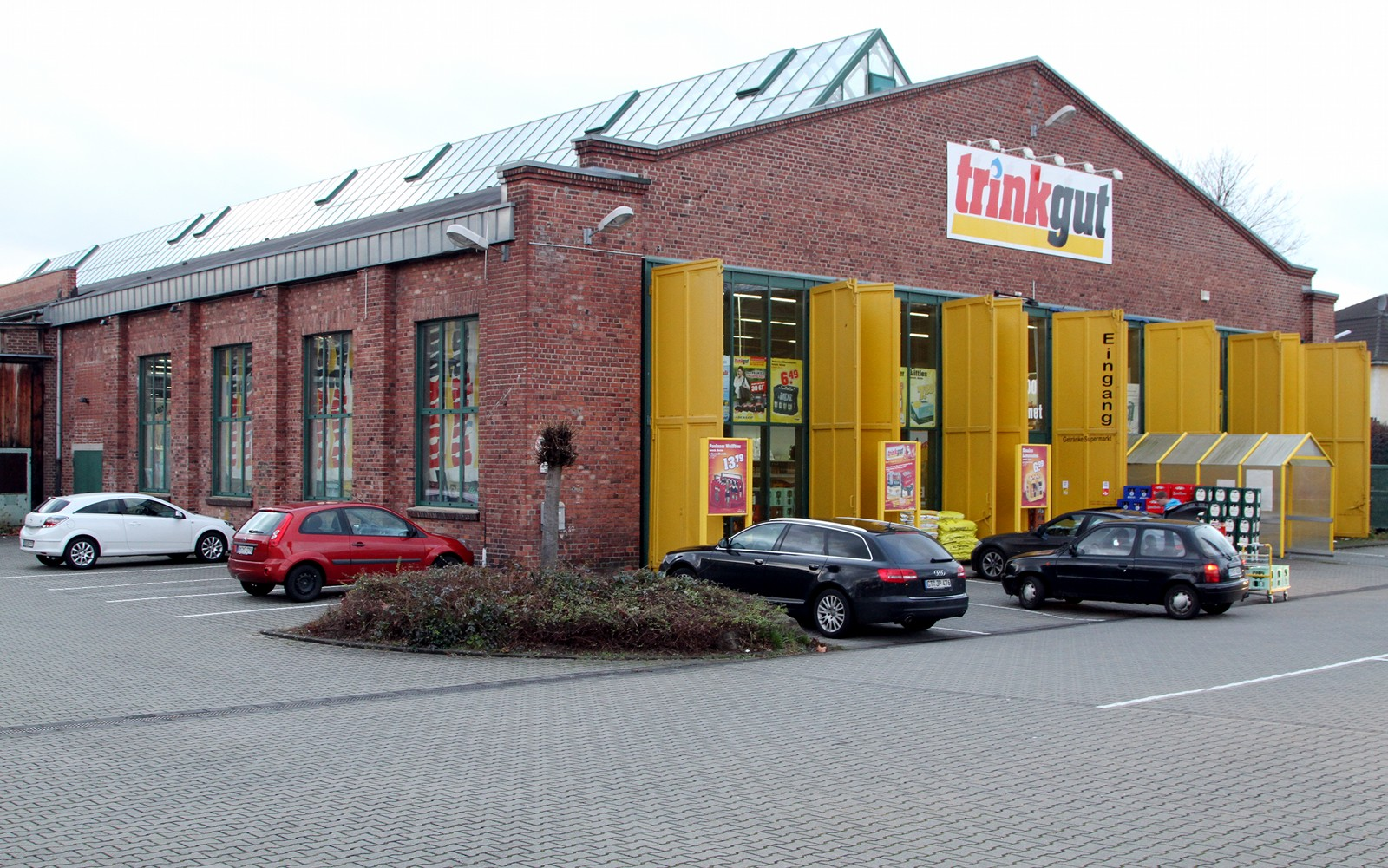
Das ehemalige Eisenbahndepot im Dezember 2011

### Anforderungen
Um die Andersartigkeit der Show zu betonen und eine besondere Atmosphäre zu erzeugen, sollte sie nicht in einer glanzvollen Veranstaltungshalle stattfinden. Für die Bühnenarchitektur arbeitete Biolek mit Dieter Flimm und Wolf Nöhren zusammen. So suchte Flimm im Großraum Köln nach originellen großen Räumen und fand unter anderem ein Straßenbahndepot in Bonn und eine verlassene Depothalle der Köln-Frechen-Benzelrather Eisenbahn in Frechen, für die man sich schließlich entschied.

### Das Depot
Der entscheidende Vorteil des Depots in Frechen lag darin, dass Eisenbahnschienen in Normalspur hineinführten. So konnte man zusätzlich zur Hauptbühne einen Bahnsteig bauen und die Gäste mit dem Zug ankommen lassen. Dabei kamen oft historische Waggons, etwa vom Rheingold, zum Einsatz, aber auch aktuelle Züge wie der Lufthansa-Airport-Express. Eine weitere Möglichkeit bestand darin, die Schienen für fahrbare Plattformen zu nutzen, mit denen die Gäste in die Halle kamen.
Zur Beleuchtung der Halle wurden Scheinwerfer von außen an die Fenster gestellt. Als Garderobe für die Künstler dienten Güterwagen, als Kantine ein ausrangierter Personenwaggon und zur Toilette musste man über den Hof gehen. Für die Zuschauer fuhren Straßenbahn-Sonderzüge, in denen Musiker für Stimmung sorgten und ein Tonband abgespielt wurde, mit dem Alfred Biolek die Fahrgäste begrüßte und ihnen erzählte, worauf sie sich freuen konnten. In der Halle hatte man ein Eisenbahn-Formsignal aufgestellt, das zu Beginn der Sendung auf Fahrt gestellt wurde.
Für die Bühnendekoration trieb man einen von den großen Fernsehshows gewohnten Aufwand, beispielsweise hat man für eine Sendung den Fuß des Eiffelturms nachgebaut.

## Neuentdeckungen

### Kate Bush
Alfred Biolek besuchte mit einem Mitarbeiter der Show die EMI in London, um sich über Gesangskünstler für die neue Sendereihe zu informieren. Beim Warten auf den Gesprächspartner hörten die beiden im Hintergrund Musik einer noch unbekannten Künstlerin und fragten daraufhin, ob man sie bekommen könne. So hatte Kate Bush in der ersten Ausgabe von Bio’s Bahnhof ihren ersten Fernsehauftritt, noch bevor sie zu Top of the Pops eingeladen wurde.

### Helen Schneider
Ein für die Musikauswahl zuständiger Mitarbeiter der Sendung hatte eine Schallplatte von Helen Schneider bekommen und fand, wenn sie halb so gut singen könne, wie sie aussähe, dann müsse sie in die Show kommen. Nach Anhören der Platte war man sich im Team einig, sie einzuladen. Die EMI, bei der sie unter Vertrag war, hielt dies für aussichtslos, denn sie hatte zwar deutsche Vorfahren, aber bislang Deutschland noch nie besucht. Es gelang aber, Helen Schneider für die zweite Ausgabe von Bio’s Bahnhof zu bekommen.

### Sting
Eberhard Schoener arbeitete in den Jahren 1977 bis 1979 mit Sting zusammen. Er kannte Alfred Biolek und rief ihn an, ob er nicht mit Sting zusammen auftreten könne, um eine – damals noch neue – Lasershow zu präsentieren. Sting stimmte dem nur zu, wenn er auch einen Titel mit seiner Band The Police spielen dürfe, was dann auch so gekommen ist. Biolek hatte sich auf Schoener verlassen und dadurch den ersten Fernsehauftritt von Sting in Deutschland ermöglicht.

### Asha Puthli
Von Asha Puthli hatte Alfred Biolek eine Schallplatte gehört. Er fand ihre exotische Erscheinung für die Show interessant und beschloss, ein Spektakel daraus zu machen. Ob die Musik ankommen würde, stand dabei nicht im Vordergrund, der Auftritt in Bio’s Bahnhof hat die Sängerin aber in Deutschland bekannt gemacht. Man lud dazu eine Künstlergruppe ein, die beim alternativen Karneval in der Kölner Südstadt aufgetreten war und dabei unter anderem mit brennenden Fackeln arbeitete.

## Entstehung & Veröffentlichung
Als Titel war zunächst Freds Musikpinte vorgesehen, dann – im Hinblick auf das Eisenbahndepot – Freds Musikdepot, beides sagte Alfred Biolek aber überhaupt nicht zu. Der errichtete Bahnsteig führte schließlich zu Bio’s Bahnhof, einem Titel, der allen Beteiligten gefiel.
Bio’s Bahnhof lief immer an einem Donnerstagabend von 21.00 Uhr bis 22.30 Uhr.
Obwohl der WDR die Sendereihe gerne noch fortgeführt hätte, befand Biolek 1982, er habe alles ausprobiert und müsse deswegen etwas anderes machen. Die Nachfolgesendung hieß Bei Bio.
1983 erhielt Biolek für die Sendung den Adolf-Grimme-Preis in Gold.
Zehn Jahre nach Ende der Sendereihe gab es eine Sonderausgabe der Show. Sie wurde am 2. Oktober 1992, dem Vorabend des Nationalfeiertages, aus dem Ringlokschuppen des ehemaligen Lokomotivwerkes Orenstein & Koppel im Potsdamer Stadtteil Babelsberg gesendet.
| Folge | Datum              | Gäste |
| ----- | ------------------ | --- |
| 1     | 9. Februar 1978    | Kate Bush, Udo Lindenberg, Vicky Leandros |
| 2     | 6. April 1978      | Helen Schneider |
| 3     | 18. Mai 1978       | Eberhard Schoener, The Police |
| 4     | 7. September 1978  | Julien Clerc, The King’s Singers, Milva, Daniel Sander mit Les Folies Parisiennes |
| 5     | 2. November 1978   | The Three Degrees, Eric Delaney, Daniel Sander mit Les Folies Parisiennes, Ilse Werner, Herman van Veen, Helmut Zacharias |
| 6     | 28. Dezember 1978  | |
| 7     | 8. März 1979       | Reinhild Hoffmann, Asha Puthli, Konstantin Wecker |
| 8     | 3. Mai 1979        | Adriano Celentano, Ivan Rebroff, Ludwig Streicher, Elke Sommer |
| 9     | 23. August 1979    | Bernard van Beurden, Angelo Branduardi, Trude Herr, Mircea Krishan, Esther Ofarim, Daniel Sander mit Les Folies Parisiennes |
| 10    | 25. Oktober 1979   | Ingrid Caven, Karl Dall, Peter Maffay, Eberhard Schoener |
| 11    | 20. Dezember 1979  | Tim Curry, Marvelli jr., Sylvie Vartan, Gisela Uhlen, Alexis Weissenberg |
| 12    | 7. Februar 1980    | |
| 13    | 3. April 1980      | Tom Deininger, Elke Koska, Udo Lindenberg, Nana Mouskouri, HA Schult |
| 14    | 15. Mai 1980       | Marcia Haydée, Al Jarreau, Udo Jürgens, Elke Koska, HA Schult, Felicia Weathers |
| 15    | 31. Juli 1980      | Edoardo Bennato, Kessler-Zwillinge, Hildegard Knef, The Human League, Hazy Osterwald, Bernhard Paul |
| 16    | 25. September 1980 | Anke Engelke, André Heller, Nina Hagen, Klaus Nomi, Jérôme Savary, Alexis Weissenberg |
| 17    | 20. November 1980  | Juliette Greco, Pfuri, Gorps & Kniri, Iannis Xenakis, Karl Vibach, Ensemble A Chorus Line vom Theater des Westens |
| 18    | 19. Februar 1981   | Dieter Hallervorden, Biréli Lagrène, Limburger Domsingknaben, Julia Migenes, Joan Orleans, Daniel Sander mit Les Folies Parisiennes, Gilbert O’Sullivan |
| 19    | 11. Juni 1981      | Biermösl Blosn, Ernst Fuchs, Stanisław Sojka, Margot Werner |
| 20    | 20. August 1981    | Deutsch-Amerikanische Freundschaft, Julia Migenes, Jacob Sisters, Herman van Veen |
| 21    | 24. September 1981 | |
| 22    | 22. Oktober 1981   | Chi Coltrane, Joachim Fuchsberger, Herbert Grönemeyer, Wendelin Haverkamp, Robert Kreis, Jürgen von der Lippe, Edda Moser, Wolfgang Petersen |
| 23    | 19. November 1981  | |
| 24    | 10. Dezember 1981  | Benny Goodman, Stephan Sulke |
| 25    | 28. Januar 1982    | Charles Aznavour, José Feliciano, Mülheimer Freiheit, Rosa von Praunheim |
| 26    | 18. März 1982      | Mario Adorf, Sammy Davis, Jr., Milva, Martha Mödl, Dieter Schnebel |
| 27    | 13. Mai 1982       | Karan Armstrong, Kid Creole & the Coconuts, Thomas Freitag, Gitte Hænning, Mario Maya, Billy Preston, UKW |
| 28    | 15. Juli 1982      | Ray Charles |
| 29    | 9. September 1982  | Eisi Gulp, Udo Jürgens, Orchester Pepe Lienhard, Peter Maffay, Miriam Makeba, Tangerine Dream |
| 30    | 28. Oktober 1982   | BAP, Rudi Carrell, Klaus Havenstein, Diether Krebs, Beatrice Richter, Michael Heltau, The King’s Singers, Barış Manço, Ivo Pogorelich |
| 31    | 2. Oktober 1992    | Die Prinzen, Thomas Kiessling, Annelie Leutheuser, Heike Förster, Mario Welker und die Brandenburger Symphoniker vom Brandenburger Theater (Leitung: Heiko Matthias Förster), Annie Lennox, Nina Hagen, Udo Lindenberg, Die Jelly Rolls, Max Raabe und das Palast Orchester, Mary / Georg Preuße, Der Chor des Leibniz-Gymnasiums Potsdam, Regine Hildebrandt, Robert Feldmann, Siegfried Jakob, Wilfried Richter, Reinhard Brinksmeier, Brunhilde Lohberg, Hans Jaekel, Dr. Dietrich Rehbein, Rudolf Röhricht |

## Dokumentation
- Bahnhof für Bio – Alfred Biolek wird 70. Dokumentation über die Sendung Bio’s Bahnhof mit zahlreichen Ausschnitten aus der Sendung und Gesprächen mit Alfred Biolek, Deutschland, 2004, 100 Min., Buch und Regie: Klaus Michael Heinz, Moderation: Anke Engelke und Hape Kerkeling, Erstsendung: WDR, NDR, 10. Juli 2004.